# Nguyễn Tiến Lợi
Nguyễn Tiến Lợi (15 tháng 10 năm 1918 – 2008) là một nhà quay phim, đạo diễn tiên phong của nhiếp ảnh và điện ảnh cách mạng Việt Nam. Vốn là một nhà nhiếp ảnh, ông đã để lại nhiều chùm ảnh tư liệu về chiến trường trong các chiến dịch ở miền Bắc Việt Nam, đặc biệt là Thủ đô Hà Nội. Sau khi chuyển sang nghề làm phim, ông tiếp tục mang máy quay vào sâu trong các trận địa để ghi lại những thước phim tài liệu về các trận đánh ác liệt. Với những đóng góp cho nền điện ảnh Việt Nam, Nguyễn Tiến Lợi không chỉ được nhà nước phong tặng danh hiệu Nghệ sĩ ưu tú, ông còn nhận được Giải thưởng Nhà nước về Văn học nghệ thuật cho cả hai lĩnh vực nhiếp ảnh và điện ảnh.

## Nhà nhiếp ảnh
Nguyễn Tiến Lợi sinh ngày 15 tháng 10 năm 1918 tại làng Vạn An, xã Đại Bàng, huyện Yên Phong, tỉnh Hà Bắc (nay là phường Vạn An, thành phố Bắc Ninh, tỉnh Bắc Ninh). Vốn là một thợ ảnh và có hiệu ảnh ở Hà Nội, ông tham gia đội quân Tự vệ Thủ đô từ năm 1945, về sau trở thành chiến sĩ của Trung đoàn Thủ Đô. Cùng với Vũ Năng An, Võ An Ninh và Nguyễn Bá Khoản, Nguyễn Tiến Lợi được xem là một trong những người lính tiên phong của nhiếp ảnh báo chí Việt Nam thời bấy giờ, đã ghi lại được nhiều hình ảnh quý giá trong cuộc tổng khởi nghĩa Cách mạng Tháng Tám ở Hà Nội. Không chỉ ở Hà Nội mà ở các mặt trận khác, người phóng viên Nguyễn Tiến Lợi cũng thường bám sâu vào chiến trường để ghi lại những khoảnh khắc quan trọng.

### Phóng viên chiến trường
Ngày 27 tháng 2 năm 1946, Trung đoàn Thủ Đô rút khỏi Hà Nội, ông là phóng viên nhiếp ảnh tại mặt trận E 54. Sau đó, ông được bổ nhiệm phụ trách Ban nhiếp ảnh của Đại đoàn 308. Năm 1949, ông tham gia Chiến dịch sông Thao với tư cách phóng viên chiến trường và đã chụp được khoảnh khắc một chiến sĩ xung phong vào đồn Phố Ràng. Bức ảnh này thường được biết đến với nhiều tên gọi như "Trận Phố Ràng", "Xung phong", hay "Xung kích". Sau chiến dịch, tập ảnh của ông chụp trong chiến dịch được trưng bày tại Ðại hội Văn nghệ toàn quốc lần thứ nhất họp tại Việt Bắc. Đây là triển lãm ảnh đầu tiên được tổ chức ở tiền phương trong giai đoạn chiến tranh này.
Cũng trong năm 1949, ông tiếp tục tham gia Chiến dịch Cao – Bắc – Lạng. Sau khi quân Việt Minh chiến thắng hai binh đoàn tinh nhuệ Le Page và Charton của quân đội Pháp, giải phóng hoàn toàn các tỉnh biên giới Cao Bằng, Bắc Kạn và Lạng Sơn, Nguyễn Tiến Lợi đã ghi lại những hình ảnh chiến thắng của quân đội cũng như người dân các dân tộc thiểu số. Ngay khi chiến dịch chưa hoàn toàn kết thúc, những hình ảnh chiến thắng đó đã được trưng bày trong phòng triển lãm của Ban Chính trị Sư đoàn 308. Đây là triển lãm ảnh thứ 2 của Nguyễn Tiến Lợi. Như nhiều đồng nghiệp khác, Nguyễn Tiến Lợi đã có mặt trên khắp các mặt trận chiến dịch phía Bắc, trừ Chiến dịch Hòa Bình bởi thời điểm đó ông được lệnh tập trung về Đồi Cọ để chuẩn bị chuyển sang công tác điện ảnh.

### Di sản
Những hình ảnh của Nguyễn Tiến Lợi về Trung đoàn Thủ Đô đã được in trong tập sách "Những người quyết tử" của nhà xuất bản Hà Nội tháng 12 năm 1980 và tập sách "Quyết tử để Tổ quốc quyết sinh" của nhà xuất bản Quân đội nhân dân năm 2005. Những bộ ảnh của ông được sắp xếp theo từng chủ đề riêng biệt: Mặt trận sông Lô – Liên khu III (1948–1949), Chiến thắng Hạ Bằng (1949), Ngược dòng sông Thao (1948–1949), Đường vào Đại Bục, Đại Phác. Ngoài ra, những tác phẩm nhiếp ảnh của ông còn thường xuất hiện trong các triển lãm ảnh về hình ảnh người lính Thủ đô.
20 năm sau khi ra đời, bức ảnh "Xung phong" đã giành được Huy chương Vàng trong cuộc thi ảnh quốc tế được tổ chức ở Cuba nhân kỷ niệm Ngày Quốc khánh Cuba lần thứ 10 (1959–1969). Và đến năm 2007, tác phẩm nhiếp ảnh này đã giúp Nguyễn Tiến Lợi nhận được Giải thưởng Nhà nước về Văn học nghệ thuật cho lĩnh vực nhiếp ảnh. Bên cạnh đó, bức ảnh này của Nguyễn Tiến Lợi là một trong những tác phẩm được tuyển chọn để in vào tuyển tập "Ảnh Việt Nam thế kỷ XX".
Năm 2009, trong cuốn Nhiếp ảnh Lý luận Phê bình của nhà xuất bản Văn hóa Thông tin, nhà nhiếp ảnh Trần Mạnh Thường cho rằng bức ảnh "Xung phong" là sản phẩm của việc dàn dựng và bình luận: "Nguyễn Tiến Lợi dựng lại cảnh anh bộ đội “xung phong” qua xác giặc và giao thông hào như thật trăm phần trăm. Bức ảnh mang đến cho người xem cái gì đó đẹp hơn, anh hùng hơn, quyết liệt hơn của cuộc chiến đấu". Việc bức ảnh có phải là sản phẩm dàn dựng hay không đã gây ra nhiều tranh cãi trong giới nhiếp ảnh, đồng thời đã có nhiều ý kiến phản bác nghi ngờ và phản bác đánh giá này.

## Nhà làm phim tài liệu
Từ năm 1951, Nguyễn Tiến Lợi bắt đầu chuyển sang công tác điện ảnh. Cũng trong năm này, Việt Nam có bộ phim hợp tác quốc tế đầu tiên mang tên Việt Nam kháng chiến của đạo diễn người Trung Quốc Xướng Hạc Linh (唱鹤翎). Với vai trò quay phim, Nguyễn Tiến Lợi đã tham gia đoàn làm phim, vừa hợp tác vừa học hỏi. Một thời gian ngắn sau, ông tham gia đoàn quay phim Chiến thắng Tây Bắc của đạo diễn Mai Lộc. Đây là bộ phim tài liệu đầu tiên quay bằng phim nhựa 35mm, có độ dài 8 cuốn. So với nhiều phim tài liệu theo phong cách phóng sự ngắn trước đây, Chiến thắng Tây Bắc đã có độ dài tương đối của một tác phẩm tài liệu có giá trị về nội dung và nghệ thuật.
Năm 1952, phòng Điện ảnh – Nhiếp ảnh chuyển từ Tuyên Quang về Đồi Cọ. Cơ quan điện ảnh tại Đồi Cọ của chiến khu Việt Bắc lúc bấy giờ chính là nơi khai sinh của điện ảnh cách mạng Việt Nam. Nguyễn Tiến Lợi thuộc ban Nhiếp ảnh cùng với một số nhà làm phim khác như Nguyễn Hồng Nghi, Phan Nghiêm, Phạm Văn Khoa. Ngày 15 tháng 3 năm 1953, Chủ tịch Hồ Chí Minh ký Sắc lệnh số 147/SL quyết định đặt phòng Điện - Nhiếp ảnh thuộc Nha Tuyên truyền và Văn nghệ thành một doanh nghiệp Quốc gia lấy tên Doanh nghiệp quốc gia chiếu bóng và chụp ảnh Việt Nam, chính thức khai sinh ngành Điện ảnh Việt Nam.

### Chiến thắng Điện Biên Phủ
Cũng trong khoảng thời gian này, khi quân dân Việt Nam đang ráo riết chuẩn bị cho Chiến dịch Điện Biên Phủ thì ngành điện ảnh Việt Nam cũng chuẩn bị lực lượng để ghi lại cuộc chiến này. Để có được bộ phim tài liệu hoàn chỉnh và cái nhìn tổng quan về chiến dịch, rất nhiều nhà làm phim tài liệu Việt Nam đã tham gia quay phim ở nhiều nơi khác nhau, đặc biệt là 2 tổ quay đã theo đoàn quân tiến sâu vào Điện Biên Phủ. Một trong số đó là tổ 4 người bao gồm Nguyễn Ngọc Quỳnh, Nguyễn Quý Lục và Nguyễn Văn Sinh do Nguyễn Tiến lợi làm đội trưởng và đảm nhiệm quay phim chính. Lúc bấy giờ đoàn quay phim chỉ có chiếc máy quay hiệu Paya Bolex 16mm của Thụy Sĩ, loại máy quay thường được dùng quay trong gia đình hay khi du lịch, nhưng vì không thể tìm được máy quay cỡ 35mm chuyên dùng cho điện ảnh nên họ buộc phải dùng loại máy quay này. Đội quay đã bám sát trận địa suốt hơn 8 tháng để quay lại những thước phim từ chiến trường. Những thước phim chiến đấu ròng rã suốt nhiều tháng trời, kết hợp với những thước phim về sự chuẩn bị ở hậu phương, các công việc chuẩn bị ở hậu cần, tất cả được tổng hợp và biên tập nên bộ phim tài liệu Điện Biên Phủ (hay thường gọi là Chiến thắng Điện Biên Phủ).
Sau khi hoàn thành, bộ phim đã được công chiếu rộng rãi ở nhiều quốc gia trên thế giới và được sự đón nhận mạnh mẽ của khán giả. Bộ phim không chỉ được xem là tác phẩm đánh dấu sự trưởng thành của nền điện ảnh cách mạng, mà còn là tác phẩm gây tiếng vang đầu tiên đánh dấu sự ra đời của điện ảnh Việt Nam. Trong sơ thảo Lịch sử điện ảnh cách mạng Việt Nam xuất bản năm 1983 của Cục Điện ảnh đã đánh giá: "Chiến thắng Điện Biên Phủ là tác phẩm tổng kết cả một giai đoạn phát triển đầu tiên của điện ảnh dân tộc Việt Nam trưởng thành trong chiến đấu". Nếu phần lớn phim tài liệu trước đây của Việt Nam mang đặc điểm của phim phóng sự thì từ Chiến thắng Điện Biên Phủ đã hình thành một cấu trúc bài bản của một phim tài liệu. Đây được xem là tác phẩm đỉnh cao nhất trong cuộc đời sáng tạo nghệ thuật của đạo diễn Nguyễn Tiến Lợi. Đến năm 1973, tại Liên hoan phim Việt Nam lần thứ 2, cả Chiến thắng Tây Bắc và Chiến thắng Điện Biên Phủ đều nhận được Bông sen vàng cho phim tài liệu nhân 20 năm thành lập ngành điện ảnh Việt Nam (1953–1973). Năm 2012, bộ phim tài liệu Chiến thắng Điện Biên Phủ đã giúp đạo diễn Nguyễn Tiến Lợi được truy tặng Giải thưởng Nhà nước về Văn học nghệ thuật cho lĩnh vực điện ảnh.
Tháng 5 năm 2024, nhân dịp 70 năm chiến dịch Điện Biên Phủ, các cơ quan, tổ chức nhà nước Việt Nam đã tổ chức nhiều hoạt động để kỷ niệm chiến thắng này, trong đó bao gồm tuần lễ phim tại các hãng phim như Điện ảnh Quân đội nhân dân, Hãng phim Tài liệu và Khoa học Trung ương. Bộ phim tài liệu Điện Biên Phủ của Nguyễn Tiến Lợi là một trong các bộ phim tài liệu về Điện Biên Phủ được chọn lọc để công chiếu tại các tuần lễ phim. Là một trong những bộ phim tài liệu đầu tiên về chiến dịch này, Chiến thắng Điện Biên Phủ cũng đã ra đời tròn 70 năm.

### Việt Nam trên đường thắng lợi
Ngay sau khi chiến dịch Điện Biên Phủ kết thúc, một đoàn làm phim của Liên Xô bao gồm các nhà làm phim tài liệu Roman Lazarevich Karmen, Vladimir Semyonovich Yeshurin và Evgeny Mukhin đã sang Việt Nam để quay bộ phim tài liệu mang tên Việt Nam. Ngoài đoàn làm phim đến từ Liên Xô, có các nhà làm phim Việt Nam đã tham gia vào công tác kỹ thuật, trong đó có Nguyễn Tiến Lợi cùng Phạm Văn Khoa và Nguyễn Hồng Nghi. Ngoài những thước phim được quay bằng cách dàn dựng lại bối cảnh, bộ phim còn sử dụng những thước phim được quay trong thời gian chiến dịch diễn ra của các nhà quay phim Hồng Nghi, Mai Lộc và Nguyễn Tiến Lợi. Bản gốc của bộ phim vốn dĩ là phim màu. Sau khi hoàn thành bộ phim, đạo diễn Roman Karmen đã gửi tặng lại một bản cho các cộng sự người Việt Nam. Nhưng vì điều kiện kỹ thuật làm phim của Việt Nam tại những năm thập niên 50 còn thô sơ, không thể tráng được phim màu, nên khán giả Việt Nam chỉ biết đến bộ phim dưới dạng trắng đen cùng lời bình của nhà văn Nguyễn Đình Thi cùng tên gọi Việt Nam trên đường thắng lợi. Năm 2004, Đài Truyền hình Việt Nam đã mua bản quyền bản phim màu từ Viện Lưu trữ phim ảnh - tài liệu quốc gia Liên bang Nga. Đến tháng 4, phiên bản màu với cái tên chính thức mới được phát sóng ở Việt Nam.
Một phần tư liệu từ đoàn làm phim Việt Nam đặc biệt là những cảnh quay vào ngày 1 tháng 1 năm 1955 khi nhân dân đón Chủ tịch Hồ Chí Minh và Chính phủ từ chiến khu Việt Bắc trở về Thủ đô, và toàn văn bài phát biểu của Hồ Chủ tịch tại Quảng trường Ba Đình, đã được biên tập lại trở thành bộ phim Ngày lịch sử. Được hoàn thành từ năm 1955 nhưng bộ phim này mãi đến năm 2005 mới được phát sóng lần đầu tiên ở Việt Nam. Những thước phim này được đánh giá là có tầm quan trọng lớn về mặt xã hội và chính trị, không chỉ đối với người Việt Nam mà còn đối với hàng trăm nghìn khán giả Liên Xô cũng như Trung Quốc và các nước dân chủ nhân dân khác. Vào 10 năm sau lần đầu được phát sóng tại Việt Nam, hậu trường của bộ phim mới được biết đến khi đạo diễn Roman Karmen cho ra mắt cuốn sách Ánh sáng trong rừng thẳm.

## Đạo diễn phim truyện
Năm 1956, Doanh nghiệp quốc gia chiếu bóng và chụp ảnh Việt Nam được tách làm 2 bộ phận là Xưởng phim Việt Nam (nay là Hãng phim truyện Việt Nam) và Quốc doanh phát hành phim và chiếu bóng Việt Nam (nay là FAFIM Việt Nam). Nguyễn Tiến Lợi là một trong những nhà làm phim gắn bó với xưởng phim từ những ngày đầu thành lập. Năm 1959 là năm ngành điện ảnh Việt Nam bắt đầu có những bước ngoặt phát triển mạnh mẽ với sự ra đời của Trường Điện ảnh Việt Nam, Nhà máy cơ khí điện ảnh, Xưởng phim Hoạt họa và búp bê, Xưởng phim Thời sự, tài liệu Trung ương. Trong giai đoạn này, Nguyễn Tiến Lợi bắt đầu chuyển sang mảng phim truyện.
Bộ phim truyện đầu tiên của ông là Cô gái công trường sản xuất năm 1960 dựa trên kịch bản của nhà văn Kim Lân cùng với sự hợp tác của nhà quay phim Nguyễn Đăng Bảy, họa sĩ Nguyễn Như Huân, nhạc sĩ Văn Ký và các diễn viên Đức Lưu, Mai Châu, Sĩ Minh. Tuy nhiên, đây không phải một bộ phim truyện được đánh giá cao. Năm 1963, Nguyễn Tiến Lợi tiếp tục thực hiện bộ phim truyện thứ 2, Khói trắng, dựa trên kịch bản của Nguyễn Hoàng. Đoàn làm phim ngoài Nguyễn Tiến Lợi còn có đạo diễn Lê Thiều, nhà quay phim Khương Mễ và Quang Tuấn, họa sĩ Lê Thanh Đức, nhạc sĩ Hoàng Vân cùng các diễn viên Văn Hòa, Ngọc Căn, Kim Thanh, Minh Đức và Mạnh Linh. Đây là bộ phim Việt Nam đầu tiên về đề tài xí nghiệp công nghiệp, cũng là vai diễn đầu tay của Nghệ sĩ nhân dân Minh Đức. Mặc dù việc thực hiện được đánh giá khá tốt, nhưng bộ phim lại bị đánh giá thấp ở khâu kịch bản.
Năm 1967, Nguyễn Tiến Lợi bắt tay thực hiện bộ phim Biển gọi cùng đạo diễn Nguyễn Ngọc Trung và biên kịch Hoàng Tích Chỉ. Đây là một bộ phim 7 cuốn miêu tả lại hình ảnh cuộc sống sinh hoạt của người dân vùng biển, vừa tham gia sản xuất, vừa phải đánh trả máy bay Mỹ, vừa tham gia phục vụ chiến đấu. Tại Liên hoan phim Việt Nam lần thứ 1, Biển gọi là một trong các bộ phim truyện nhận được Bông sen bạc.

### Công tác quản lý
Với khả năng và kinh nghiệm tham gia điện ảnh cách mạng từ những ngày đầu, năm 1971 Nguyễn Tiến Lợi được Bộ Văn hóa bổ nhiệm làm Phó Giám đốc phụ trách kỹ thuật, Chủ tịch Hội đồng nghệ thuật của Xưởng Phim truyện Việt Nam. Năm 1975, khi Chiến dịch Hồ Chí Minh bùng nổ, ông là người trực tiếp chỉ đạo 4 đoàn làm phim của Xưởng phim tham gia chiến dịch. 4 đoàn làm phim này đã lần lượt cho ra đời nhiều bộ phim tài liệu giành được các giải thưởng lớn như Thành phố lúc rạng đông của Hải Ninh giành được Bồ câu vàng tại Liên hoan phim Leipzig năm 1975 và Bông sen vàng tại Liên hoan phim Việt Nam lần thứ 4, Tháng Năm – Những gương mặt của Đặng Nhật Minh giành được Bông sen bạc tại Liên hoan phim Việt Nam lần thứ 4. Năm 1980, ông thực hiện bộ phim truyện cuối cùng trước khi nghỉ hưu, bộ phim sân khấu Sóng Bạch Đằng.
Nguyễn Tiến Lợi qua đời năm 2008. Ông đã được trao tặng danh hiệu Nghệ sĩ ưu tú và được truy tặng giải thưởng Nhà nước cho chuyên ngành điện ảnh vào năm 2011.

## Tác phẩm

### Phim tài liệu
| Năm  | Phim                          | Vai trò  | Vai trò   | (Đồng) Đạo diễn | Đồng quay phim                                                               | Chú   | Nguồn         |
| Năm  | Phim                          | Đạo diễn | Quay phim | (Đồng) Đạo diễn | Đồng quay phim                                                               | Chú   | Nguồn         |
| ---- | ----------------------------- | -------- | --------- | --------------- | ---------------------------------------------------------------------------- | ----- | ------------- |
| 1952 | Việt Nam kháng chiến          | Không    | Có        | Xướng Hạc Linh  | - Vu Thúc Chiêu, Diêu Tân Đức, Vương Hạo - Xướng Hạc Linh, Nguyễn Hồng Nghi  | [ a ] |               |
| 1952 | Chiến thắng Tây Bắc           | Không    | Có        | Mai Lộc         | Nguyễn Hồng Nghi, Nguyễn Thụ, Mai Lộc                                        |       | [ 84 ]        |
| 1954 | Chiến thắng Điện Biên Phủ     | Có       | Có        |                 | Nguyễn Hồng Nghi, Nguyễn Thụ                                                 |       | [ 85 ]        |
| 1955 | Việt Nam                      | Không    | Có        | Roman Karmen    | - V. Yeshurin, Evgeny Mukhin, - Nguyễn Hồng Nghi, Mai Lộc, Nguyễn Quang Tuấn | [ b ] | [ 86 ] [ 87 ] |
| 1955 | Ngày lịch sử                  | Không    | Có        | V. Yeshurin     | - V. Yeshurin, Evgeny Mukhin, - Nguyễn Hồng Nghi, Mai Lộc, Nguyễn Quang Tuấn | [ b ] | [ 86 ] [ 87 ] |
| 1957 | Rừng miền Bắc                 | Có       | Có        |                 |                                                                              | [ c ] | [ 88 ]        |
| 1959 | Chợ miền xuôi                 | Có       | Có        |                 |                                                                              | [ c ] | [ 89 ]        |
| 1960 | Trên những dòng sông Việt Nam | Có       | Có        |                 |                                                                              | [ c ] | [ 90 ]        |
|      | Vịnh Hạ Long                  | Có       | Có        |                 |                                                                              | [ c ] | [ 91 ]        |

### Phim truyện
| Năm  | Phim               | Đồng đạo diễn     | Biên kịch      | Quay phim                                      | Chú   | Nguồn         |
| ---- | ------------------ | ----------------- | -------------- | ---------------------------------------------- | ----- | ------------- |
| 1960 | Cô gái công trường | —                 | Kim Lân        | Nguyễn Đăng Bảy                                |       | [ 92 ] [ 93 ] |
| 1963 | Khói trắng         | Lê Thiều          | Nguyễn Hoàng   | Khương Mễ, Quang Tuấn                          |       | [ 71 ] [ 94 ] |
| 1967 | Biển gọi           | Nguyễn Ngọc Trung | Hoàng Tích Chỉ | Nguyễn Xuân Chân, Thẩm Võ Hoàng, Dương Đình Bá |       | [ 95 ] [ 96 ] |
| 1980 | Sóng Bạch Đằng     | —                 | Trần Đình Ngôn | Lưu Văn Tú                                     | [ d ] | [ 97 ] [ 98 ] |

## Thành tựu

### Huân chương
- Huân chương Chiến công hạng Ba.
- Huân chương Chiến thắng hạng Ba.
- Huân chương Kháng chiến chống Pháp hạng Ba.
- Huân chương Kháng chiến chống Mỹ hạng Nhất.

### Giải thưởng
| Năm  | Lễ trao giải                      | Hạng mục             | Tác phẩm                  | Kết quả       | Nguồn           |
| ---- | --------------------------------- | -------------------- | ------------------------- | ------------- | --------------- |
| 1970 | Liên hoan phim Việt Nam lần thứ 1 | Phim truyện điện ảnh | Biển gọi                  | Bông sen bạc  | [ 99 ] [ 100 ]  |
| 1973 | Liên hoan phim Việt Nam lần thứ 2 | Phim tài liệu        | Chiến thắng Tây Bắc       | Bông sen vàng | [ 101 ] [ 102 ] |
| 1973 | Liên hoan phim Việt Nam lần thứ 2 | Phim tài liệu        | Chiến thắng Điện Biên Phủ | Bông sen vàng | [ 103 ] [ 104 ] |